# الخطيب (فلم)
الخطيب هو فيلم كوميدي تلفزي مغربي من إخراج إدريس المريني سنة 2018، وبطولة كل من عزيز الحطاب، عدنان موحجة، ناصر أقباب، مصطفى خونا، هند بن جبارة، وآخرون.
يعالج الفيلم تلك العلاقة الحميمية التّي تجمع الأخت الصغرى بأشقائها، خاصة عند وفاة الأم، بعيدا عن الصراع حول الإرث أو غيره الذي يمكن أن تعيشه بعض الأسر.

## القصة
تدور أحداث الفيلم حول فتاة جميلة ذكية وطموحة، طالبة الطب التي تجد نفسها بعد وفاة والديها مُحاطة بثلاثة إخوة ذكور، لكل منهم شخصيته وطباعه، ولكن القاسم المشترك هو الحب الكبير الذي يكنونه لها. لكن سرعان ما يتحول هذا الحب والرعاية الأخوية إلى رغبة في التسلط ومنعها من الزواج من «وديع» الشاب الذي تحبه. يحاول الإخوة افتعال الكثير من المواقف من أجل منع زواج أختهم، وستُكتشف عدد من الأسرار حول وديع الخطيب المزعوم.